# Hans-Peter Becht

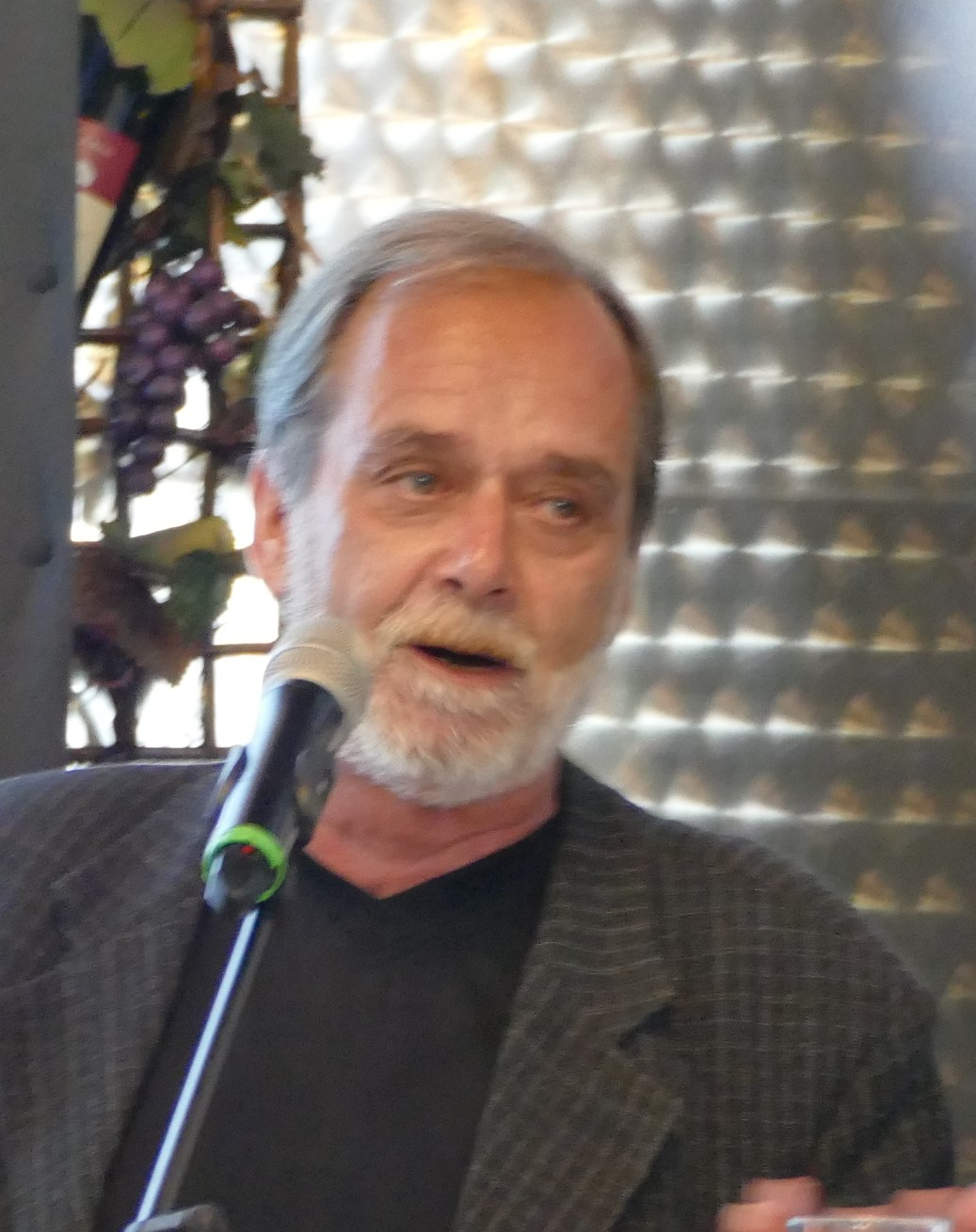
Hans-Peter Becht, 2019

Hans-Peter Becht (* 7. Mai 1955 in Pforzheim) ist ein deutscher Historiker und außerplanmäßiger Professor an der Universität Stuttgart.

## Leben
Becht absolvierte ein Studium der Geschichte, Politikwissenschaft und Germanistik an der Universität Mannheim. Er wurde 1981 wissenschaftlicher Angestellter am Institut für Sozial- und Wirtschaftsgeschichte der Ruprecht-Karls-Universität Heidelberg. 1985 erfolgte seine Promotion an der Universität Mannheim. Von 1986 bis 2013 war er Leiter des Stadtarchivs Pforzheim. Seit 1997 lehrt er und 2008 habilitierte er sich an der Universität Stuttgart. Seit 2011 ist er dort außerplanmäßiger Professor für Neuere Geschichte, Neueste Geschichte und Landesgeschichte.
Bechts Forschungsschwerpunkte sind die Geschichte des Parlamentarismus und der politischen Parteien, die moderne Stadtgeschichte, die Sozial- und Wirtschaftsgeschichte, die Medien- und Kulturgeschichte sowie die südwestdeutsche Landesgeschichte. Ausgehend von einem 1980 veröffentlichten Aufsatz in der Zeitschrift für die Geschichte des Oberrheins über die Abgeordnetenschaft der badischen Zweiten Kammer von 1819 bis 1840, seine 1985 veröffentlichte Dissertation, eine Reihe kleinerer Arbeiten sowie sein Handbuch über den badischen Parlamentarismus 1819 bis 1870 aus dem Jahr 2009 machten ihn in der Fachwelt zu einem profunden Kenner dieser Thematik.
Becht war von 1993 bis 2003 stellvertretender Vorsitzender des Südwestdeutschen Arbeitskreises für Stadtgeschichtsforschung und Mitherausgeber der Schriftenreihe „Stadt in der Geschichte“. Außerdem ist er Mitglied des Kuratoriums des Instituts für vergleichende Städtegeschichte (Münster) und der Vereinigung für Verfassungsgeschichte.

## Veröffentlichungen (Auswahl)

### Monographien
- Die badische zweite Kammer und ihre Mitglieder, 1819 bis 1841/42. Untersuchungen zu Struktur und Funktionsweise eines frühen deutschen Parlamentes, Heidelberg 1985 (zugl. Mannheim, Univ., Diss., 1985).
- Pforzheim, so wie es war, Droste, Düsseldorf 1987, ISBN 978-3-7700-0748-6.
- Badische Parlamentarier 1867–1874. Historische Photographien und biographisches Handbuch, Droste, Düsseldorf 1995 (= Photodokumente zur Geschichte des Parlamentarismus, 3), ISBN 978-3-7700-5187-8.
- Pforzheim 1880 bis 1945. Lebens-Räume und Lebens-Welten einer Industriestadt, Sutton, Erfurt 1999, ISBN 978-3-89702-103-7.
- Badischer Parlamentarismus 1819 bis 1870. Ein deutsches Parlament zwischen Reform und Revolution, Droste, Düsseldorf 2009 (= Handbuch der Geschichte des deutschen Parlamentarismus), ISBN 978-3-7700-5297-4.
- „Führer befiehl …“. Das nationalsozialistische Pforzheim 1933–1945, Verlag Regionalkultur, Heidelberg, Ubstadt-Weiher, Neustadt a. d. W., Basel 2016, ISBN 978-3-89735-972-7.
- Handbuch der badischen Ständeversammlung und des badischen Landtags 1819–1933 (= Veröffentlichungen der Kommission für geschichtliche Landeskunde in Baden-Württemberg), 2 Teilbände, W. Kohlhammer Verlag, Stuttgart 2021, ISBN 978-3-17-039999-0.

### Sammelbände
- (Hrsg.): Pforzheim im Mittelalter. Studien zur Geschichte einer landesherrlichen Stadt, Thorbecke, Sigmaringen 1983, ISBN 978-3-7995-6044-3.
- (Hrsg.): Pforzheim in der frühen Neuzeit. Beiträge zur Stadtgeschichte des 16. bis 18. Jahrhunderts, Thorbecke, Sigmaringen 1989, ISBN 978-3-7995-6045-0.
- (Hrsg.): Momente der Stadtgeschichte. Pforzheim 1966–1985. Oberbürgermeister a. D. Dr. rer. pol. Willi Weigelt zum 70. Geburtstag am 19. September 1990, Thorbecke, Sigmaringen 1990, ISBN 978-3-7995-4151-0.
- (Hrsg.): Roger Riblet-Buchmann: Unerwartete Begegnung. Als junger „Fremdarbeiter“ in Pforzheim 1944/45, Thorbecke, Sigmaringen 1993, ISBN 978-3-7995-4167-1.
- (Hrsg. mit Bernhard Kirchgässner): Residenzen des Rechts, Thorbecke, Sigmaringen 1993 (= Stadt in der Geschichte, 19), ISBN 978-3-7995-6419-9.
- (Hrsg. mit Bernhard Kirchgässner): Vom Städtebund zum Zweckverband, Thorbecke, Sigmaringen 1994 (= Stadt in der Geschichte, 20), ISBN 978-3-7995-6420-5.
- (Hrsg. mit Bernhard Kirchgässner): Stadt und Handel, Thorbecke, Sigmaringen 1994 (= Stadt in der Geschichte, 22), ISBN 978-3-7995-6422-9.
- (Hrsg. mit Bernhard Kirchgässner): Stadt und Repräsentation, Thorbecke, Sigmaringen 1995 (= Stadt in der Geschichte, 21), ISBN 978-3-7995-6421-2.
- (Hrsg. mit Hans-Jürgen Kremer): Die „Chronik der Stadt Pforzheim“ 1891–1939, Verlag Regionalkultur, Ubstadt-Weiher 1996, ISBN 978-3-929366-41-9.
- (Hrsg.): Pforzheim im 19. und 20. Jahrhundert. Bausteine zur modernen Stadtgeschichte, Thorbecke, Sigmaringen 1996, ISBN 978-3-7995-6046-7.
- (Hrsg. mit Bernhard Kirchgässner): Stadt und Mäzenatentum, Thorbecke, Sigmaringen 1999 (= Stadt in der Geschichte, 23), ISBN 978-3-7995-6423-6.
- (Hrsg. mit Bernhard Kirchgässner): Stadt und Bildung, Thorbecke, Sigmaringen 1999 (= Stadt in der Geschichte, 24), ISBN 978-3-7995-6424-3.
- (Hrsg.): Neue Beiträge zur Stadtgeschichte. Teil 1, Thorbecke, Ostfildern 1999, ISBN 978-3-7995-6160-0.
- (Hrsg. mit Jörg Schadt): Wirtschaft – Gesellschaft – Städte. Festschrift für Bernhard Kirchgässner zum 75. Geburtstag, Verlag Regionalkultur, Ubstadt-Weiher 1998, ISBN 3-929366-82-7.
- (Hrsg. mit Bernhard Kirchgässner): Stadt und Theater, Thorbecke, Stuttgart 1999 (= Stadt in der Geschichte, 25), ISBN 978-3-7995-6425-0.
- (Hrsg. mit Bernhard Kirchgässner): Stadt und Archäologie, Thorbecke, Stuttgart 2000 (= Stadt in der Geschichte, 26), ISBN 978-3-7995-6426-7.
- (Hrsg. mit Bernhard Kirchgässner): Stadt und Revolution, Thorbecke, Stuttgart 2001 (= Stadt in der Geschichte, 27), ISBN 978-3-7995-6427-4.
- (Hrsg. mit Kurt Hochstuhl, Clemens Rehm): Baden 1848/49. Bewältigung und Nachwirkung einer Revolution, Stuttgart 2002 (= Oberrheinische Studien, 20), ISBN 3-7995-7820-X.
- (Hrsg.): Millennium. Beiträge zum Jahrtausendwechsel, Verlag Regionalkultur, Ubstadt-Weiher 2002, ISBN 978-3-89735-198-1.
- (Hrsg. mit Bernhard Kirchgässner): Städtische Mythen, Thorbecke, Stuttgart 2003 (= Stadt in der Geschichte, 28), ISBN 978-3-7995-6428-1.
- (Hrsg. mit Carsten Kretschmann, Wolfram Pyta): Politik, Kommunikation und Kultur in der Weimarer Republik, Verlag Regionalkultur, Ubstadt-Weiher 2009, ISBN 978-3-89735-554-5.
- (Hrsg. mit Ewald Grothe): Karl von Rotteck und Karl Theodor Welcker. Liberale Professoren, Politiker und Publizisten. Nomos Verlag, Baden-Baden 2018 (= Staatsverständnisse, 108), ISBN 978-3-8487-4551-7.